# Matej Černič
Matej Černič (Gorizia, 13 settembre 1978) è un pallavolista italiano.
Gioca nel ruolo di schiacciatore.

## Carriera

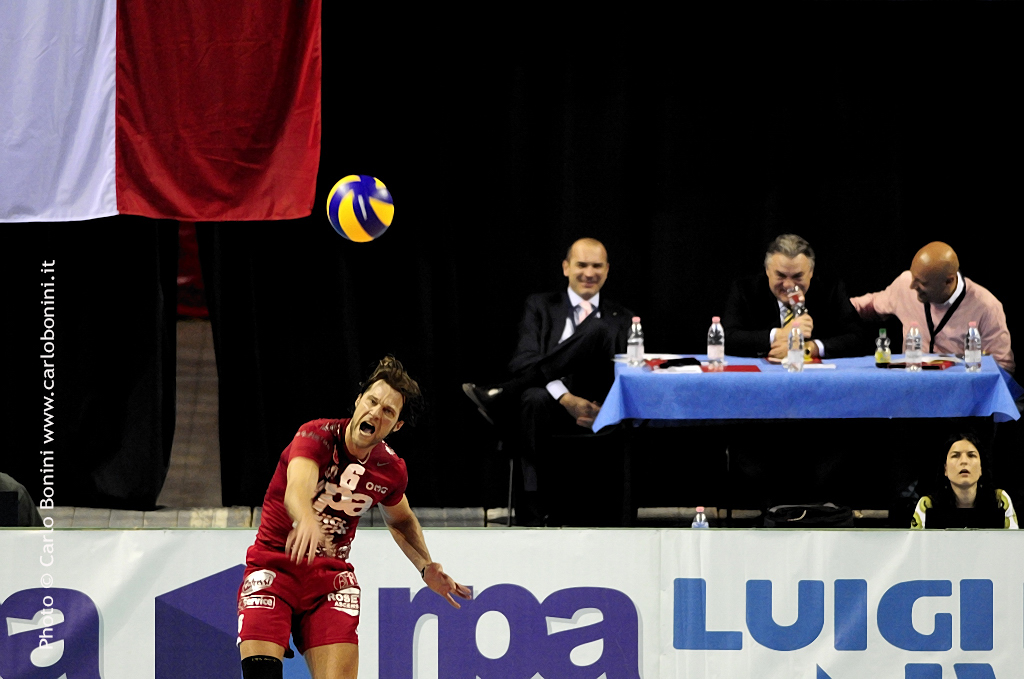
Un servizio di Černič per il Perugia nel 2010

La carriera di Matej Černič inizia nel 1995 nell'Associazione Sportiva Odbojkarški Klub Val, in Serie B2, dove gioca per due annate; nella stagione 1997-98 fa il suo esordio in Serie A1, ingaggiato dalla Zinella Volley Bologna: il 9 maggio 1998 gioca per la prima volta nella nazionale italiana in una partita contro la Polonia.
Nella stagione 1998-99 passa al 4 Torri Ferrara dove resta per quattro annate; con la nazionale vince la medaglia d'oro ai XIV Giochi del Mediterraneo. Nella stagione 2002-03 gioca per la Pallavolo Modena, con cui il sodalizio dura per tre stagioni, vincendo la Coppa CEV 2003-04: a questo arco di tempo corrisponde anche il periodo più prolifico in nazionale, con le vittorie al campionato europeo nell'edizione 2003 e 2005, la vittoria della medaglia d'argento ai Giochi della XXVIII Olimpiade di Atene, una medaglia di bronzo ed una d'argento alla World League 2003 e 2004, la medaglia d'argento alla Coppa del Mondo 2003 e quella di bronzo alla Grand Champions Cup 2005.
Nella stagione 2005-06 si trasferisce nel massimo campionato greco, nel club dell'Īraklīs Salonicco, con cui vince la Supercoppa greca e la Coppa di Grecia, mentre nella stagione successiva è al Volejbol'nyj klub Fakel, nella Superliga russa, aggiudicandosi nuovamente la Coppa CEV, dove viene premiato anche come MVP. Anche nella stagione 2007-08 è nel massimo campionato russo, vestendo però la maglia del Volejbol'nyj klub Dinamo Moskva, con cui vince lo scudetto.
Per il campionato 2008-09 ritorna in Italia ingaggiato dalla Prisma Volley di Taranto mentre in quello successivo gioca per il Perugia Volley, con cui vince la Challenge Cup. Nella stagione 2010-11 passa alla squadra polacca dell'Asseco Resovia, per poi ritornare nuovamente nella Serie A1 italiana per il campionato 2011-12 con la Callipo Sport.
Nell'annata 2012-13 viene ingaggiato dal Fenerbahçe Spor Kulübü, militante nel massimo campionato turco, con cui vince la Supercoppa; nella stagione successiva, a torneo già iniziato, si trasferisce nel club italiano del Corigliano Volley, in Serie A2, categoria dove gioca anche nell'annata 2014-15 con la Pallavolo Matera Bulls e in quella 2015-16 con la Pallavolo Azzurra Alessano, dove resta per due annate.
Nella stagione 2017-18 si accasa alla Tuscania Volley, mentre in quella successiva è al Pag Taviano, sempre in Serie A2.

## Palmarès

### Club
- Campionato russo: 1

2007-08
- Coppa di Grecia: 1

2005-06
- Supercoppa greca: 1

2005
- Supercoppa turca: 1

2012
- Coppa CEV/Challenge Cup: 3

2003-04, 2006-07, 2009-10

### Nazionale (competizioni minori)
- Giochi del Mediterraneo 2001
- Memorial Hubert Wagner 2009

### Premi individuali
- 2007 - Coppa CEV: MVP
- 2007 - Coppa CEV: Miglior servizio
- 2009 - Memorial Hubert Wagner: Miglior ricevitore
- 2010 - Challenge Cup: Miglior ricevitore